# Clubiona sopaikensis
Clubiona sopaikensis là một loài nhện trong họ Clubionidae.
Loài này thuộc chi Clubiona. Clubiona sopaikensis được Kap Yong Paik miêu tả năm 1990.